# Kreštelovac
Kreštelovac (régi magyar neve Kristályfölde) falu Horvátországban Belovár-Bilogora megyében. Közigazgatásilag Dežanovachoz tartozik.

## Fekvése
Belovártól légvonalban 39, közúton 53 km-re délkeletre, Daruvártól légvonalban 14, közúton 17 km-re nyugatra, községközpontjától 3 km-re északnyugatra, Nyugat-Szlavóniában, a Toplica-patak partján fekszik.

## Története
A mai Kreštelovac helyén állt középkori település neve Kristályfölde volt. Ezt a birtokot 1239-ben említik, amikor Kálmán herceg Halics királya és Szlavónia hercege a somogyi várhoz tartozó Toplicza nevű földet Bayletha fiának, Drugánnak adja cserébe a tőle kapott Kristályfölde nevű birtokért. 1334-ben Szent Kozma és Damján vértanúk tiszteletére szentelt templomát említik „Item sanctorum Cosme et Damiani in possessione Christophori” alakban. A birtok egy 1348-as oklevélben „Cristolfeulde alio nomine Thopolcha”, 1363-ban Kristályfölde (Kristallóc) néven szerepel. A török származású Török Józsát eredményes követjárásaiért Zsigmond király 1428. február 16-án Krisztalócz birtokával jutalmazta meg. 1437-ben Zsigmond király Török Józsa itteni kastélyából utasítja Tallóci Matkó horvát bánt a birtokaira való visszatérésre. A 16. század elején jelentős uradalmi központ, vásártartási joggal rendelkező oppidum, ahol megerősített kastély is állt. A települést 1542-ben foglalta el a török és helye több, mint száz évig pusztaság volt. A 17. század végén és a 18. század elején főként Bosznia területéről érkezett pravoszláv szerbeket telepítettek le ide.
A települést az első katonai felmérés térképén „Dorf Kristallovacz” néven találjuk. Lipszky János 1808-ban Budán kiadott repertóriumában „Kresstellovacz” néven szerepel. Nagy Lajos 1829-ben kiadott művében „Krestelovacz” néven 53 házzal, 17 katolikus és 316 ortodox vallású lakossal találjuk.
A Magyar Királyságon belül Horvát–Szlavónország részeként, Pozsega vármegye Daruvári járásának része volt. 1857-ben 423, 1910-ben 512 lakosa volt. A 19. század végén és a 20. század elején az olcsó földterületek miatt és a jobb megélhetés reményében magyar és cseh lakosság telepedett le itt. 1910-ben a népszámlálás adatai szerint lakosságának 65%-a magyar, 22%-a szerb, 10%-a cseh, 3%-a horvát anyanyelvű volt. Az I. világháború után 1918-ban az új szerb-horvát-szlovén állam, majd később (1929-ben) Jugoszlávia része lett. A település 1941 és 1945 között a németbarát Független Horvát Államhoz, háború után a település a szocialista Jugoszláviához tartozott. A település 1991-től a független Horvátország része. 1991-ben lakosságának 42%-a magyar, 25%-a szerb, 12%-a horvát, 6%-a cseh nemzetiségű volt. 2011-ben a településnek 125 lakosa volt.

## Lakossága
| Lakosság változása | Lakosság változása | Lakosság változása | Lakosság változása | Lakosság változása | Lakosság változása | Lakosság változása | Lakosság változása | Lakosság változása | Lakosság változása | Lakosság változása | Lakosság változása | Lakosság változása | Lakosság változása | Lakosság változása | Lakosság változása |
| ------------------ | ------------------ | ------------------ | ------------------ | ------------------ | ------------------ | ------------------ | ------------------ | ------------------ | ------------------ | ------------------ | ------------------ | ------------------ | ------------------ | ------------------ | ------------------ |
| 1857               | 1869               | 1880               | 1890               | 1900               | 1910               | 1921               | 1931               | 1948               | 1953               | 1961               | 1971               | 1981               | 1991               | 2001               | 2011               |
| 423                | 523                | 488                | 517                | 510                | 512                | 497                | 546                | 458                | 468                | 412                | 305                | 207                | 172                | 153                | 125                |

## Nevezetességei
- A Legszentebb Istenanya mennybevétele tiszteletére szentelt pravoszláv temploma a falutól északra, a Mali Gaj dűlőben található, melyet a helyiek Svetinjának is neveznek. Ezen a helyen már 1745-ben fából épített kápolna állt. A mai templomot 1938-ban építették. A II. világháborúban súlyosan megsérült, 1957-ben teljesen megújították. Ünnepnapja Mária mennybevétele a helyi ortodox és katolikus hívek közös ünnepe. A templom csodatevő hely hírében áll, ahol súlyos betegek nyertek már gyógyulást.
- Az ortodox templom közelében található Svetinja régészeti lelőhely a középkori Kristályfölde maradványaival.
- Mária mennybevétele tiszteletére szentelt római katolikus kápolnája a 20. század elején épült.